# Neuromancer
Neuromancer (pronunciado /nˈʊ͡ɹɹo͡ʊmənsɚ/) es una serie de televisión estadounidense de ciencia ficción, creada por Graham Roland y J. D. Dillard. La serie es una adaptación de la novela homónima de William Gibson de 1984. Roland también actúa como showrunner, y Dillard dirige el episodio piloto. Está previsto que la serie conste de diez episodios que se transmitirán en Apple TV+.

## Argumento
Neuromancer segue a un hacker de alto nivel dañado llamado Case, que se ve inmerso en una red de espionaje digital y crímenes de alto perfil con su compañera Molly, una asesina con ojos espejados y aspecto de navaja, que pretende robar una dinastía corporativa con secretos no contados.

## Elenco

### Principal
- Callum Turner como Case.
- Briana Middleton como Molly.
- Joseph Lee como Hideo.
- Mark Strong como Armitage.
- Clémence Poésy como Marie-France Tessier.
- Peter Sarsgaard como John Ashpool.
- Emma Laird.

### Invitado
- Dane DeHaan como Peter Riviera.
- Max Irons como Jean Tessier-Ashpool.
- André De Shields como Julius Deane.
- Marc Menchaca como Dixie Flatline.

## Producción
Apple TV+ junto a Skydance Television, Anonymous Content y DreamCrew Entertainment dio luz verde a una serie de televisión de diez episodios basado en la novela debut de William Gibson; con Graham Roland como showrunner y JD Dillard como director del episodio piloto.